# العلاقات الباهاماسية البيروية
العلاقات الباهاماسية البيروفية هي العلاقات الثنائية التي تجمع بين باهاماس وبيرو.

## مقارنة بين البلدين
هذه مقارنة عامة ومرجعية للدولتين:
| وجه المقارنة                                              | باهاماس      | بيرو                                   |
| --------------------------------------------------------- | ------------ | -------------------------------------- |
| المساحة (كم2)                                             | 13.88 ألف    | 1.29 مليون                             |
| عدد السكان (نسمة)                                         | 395.36 ألف   | 32.16 مليون                            |
| الكثافة السكانية (ن./كم²)                                 | 28.48        | 24.93                                  |
| العاصمة                                                   | ناساو        | ليما                                   |
| اللغة الرسمية                                             | لغة إنجليزية | اللغة الإسبانية، اللغة الأيمرية، كتشوا |
| العملة                                                    | دولار بهامي  | سول بيروفي جديد                        |
| الناتج المحلي الإجمالي (بليون دولار)                      | 12.16 مليار  | 211.39 مليار                           |
| الناتج المحلي الإجمالي (تعادل القوة الشرائية) بليون دولار | 8.92 مليار   | 393.13 مليار                           |
| الناتج المحلي الإجمالي الاسمي للفرد دولار أمريكي          | 22.82 ألف    | 6.03 ألف                               |
| الناتج المحلي الإجمالي للفرد دولار أمريكي                 |              | 11.99 ألف                              |
| مؤشر التنمية البشرية                                      | 0.790        | 0.740                                  |
| رمز المكالمات الدولي                                      | +1242        | +51                                    |
| رمز الإنترنت                                              | .bs          | .pe                                    |
| المنطقة الزمنية                                           | 00           | توقيت بيرو، 00                         |

## منظمات دولية مشتركة
يشترك البلدان في عضوية مجموعة من المنظمات الدولية، منها:
| علم المنظمة | اسم المنظمة                                                          | تاريخ انضمام باهاماس | تاريخ انضمام بيرو |
| ----------- | -------------------------------------------------------------------- | -------------------- | ----------------- |
|             | مؤسسة التنمية الدولية                                                | 23 يونيو 2008        | 30 أغسطس 1961     |
|             | يونسكو                                                               | 23 أبريل 1981        | 21 نوفمبر 1946    |
|             | وكالة ضمان الاستثمار متعدد الأطراف                                   | 4 أكتوبر 1994        | 2 ديسمبر 1991     |
|             | الأمم المتحدة                                                        | 18 سبتمبر 1973       | 31 أكتوبر 1945    |
|             | وكالة حظر الأسلحة النووية في أمريكا اللاتينية ومنطقة البحر الكاريبي ‏ | ?                    | ?                 |
|             | الفريق المعني برصد الأرض                                             | ?                    | ?                 |
|             | الاتحاد البريدي العالمي                                              | ?                    | ?                 |
|             | البنك الدولي للإنشاء والتعمير                                        | 21 أغسطس 1973        | 31 ديسمبر 1945    |
|             | الاتحاد الدولي للاتصالات                                             | 19 أغسطس 1974        | 12 يوليو 1915     |
|             | منظمة حظر الأسلحة الكيميائية                                         | ?                    | ?                 |
|             | مؤسسة التمويل الدولية                                                | 8 ديسمبر 1986        | 20 يوليو 1956     |
|             | المركز الدولي لتسوية المنازعات الاستشارية                            | 18 نوفمبر 1995       | 8 سبتمبر 1993     |
|             | منظمة الشرطة الجنائية الدولية                                        | ?                    | ?                 |

## وصلات خارجية
- موقع وزارة الخارجية البيروفية